# مزرعة يشوع
مزرعة يشوع (بالفرنسية:Municipalité de Mazraat Yachoua)، مكتوبة أيضًا مزرعة يشوع، هي بلدية في قضاء المتن بمحافظة جبل لبنان في لبنان، وتقع على بعد حوالي 16 كيلومترًا شرق بيروت. في عام 2006، كان لدى البلدية مدرستان حكوميتان ومدرسة خاصة واحدة، يبلغ عدد الطلاب المسجلين فيها 299 و 218 طالبًا على التوالي.

## علم أصول الكلمات
الأصل الدقيق لاسم القرية مزرعة يشوع غير معروف، لكن الاسم عربي لـ "مزرعة يعقوب".

## التركيبة السكانية والحكومة
أشارت البيانات الحكومية لعام 2010 إلى أن المدينة كان بها عدد سكان مقيم يبلغ 1،453 ناخبًا مسجلاً. يضم مجلس مدينة مزرعة يشوع تسعة أعضاء منتخبين، مع عضوين من القوى العاملة المختارة.

## جغرافية
تقع مزرعة يشوع عند 33°33′N 35°23′E / 33.55°N 35.38°E. تقع في وسط لبنان وشرق بيروت وغرب بلدة بكفيا وجنوب غرب جبل صنين.

## الدين
تماشيًا مع غالبية قضاء المتن، فإن الغالبية العظمى من سكان مزرعة يشوع هم من المسيحيين، مع الموارنة والروم الأرثوذكس وأقليات مسيحية أخرى.